# Al Souk Al Kabir
Al Souk Al Kabir o Al Souq Al Kabeer, conosciuto anche come Souk Al Kabir è un quartiere di Dubai, si trova nella regione di Bur Dubai, nel settore meridionale di Dubai. 